# 日本アマチュア無線振興協会
一般財団法人日本アマチュア無線振興協会（にほんアマチュアむせんしんこうきょうかい、英: The Japan Amateur Radio Development Association.、略称: JARD）は、アマチュア無線の健全な発展のために設立された非営利団体である。
JARDという略称から「ジャード」と呼ばれる。

## 概要
設立の経緯
アマチュア局の無線設備に技術基準適合証明が適用されること

となった際に、アマチュア無線独自の証明機関を設立することとなった。
この際に、アマチュア無線技士の養成課程と無線設備の保証認定は、公益性があるとして社団法人が担うのではなく財団法人がふさわしいとの郵政省の行政指導により、日本アマチュア無線連盟（略称:JARL）から養成認定部を分離して財団法人を設立し、この財団法人を証明機関とすることとなった。
業務
- 無線設備の技術基準審査
- 無線従事者の養成
- 電波利用秩序の維持への協力

主たるものは、養成課程と技術基準適合証明及び保証認定である。

## 養成課程
1993年（平成5年）1月よりJARLから引き継いだ第三級・第四級アマチュア無線技士（略称:3アマ・4アマ）の養成課程を開始
した。
第4級標準コースと第3級短縮コースを日本全国で実施するが、常設会場は豊島区巣鴨のJARDハム教室（前身は1967年（昭和42年）開設のJARLハム教室

）のみで、その他の会場は学校等の施設を借りて実施する。
募集や受付けは業務委託したアマチュア無線機器販売店、通称ハムショップでも行う。
2015年（平成27年）より第二級アマチュア無線技士（略称:2アマ）の養成課程を開始

した。
第2級短縮コースを7月よりeラーニング方式で、11月より集合方式を実施する。
eラーニング方式の修了試験はシー・ビー・ティ・ソリューションズに委託したCBTとJARDハム教室での対面試験を選択することができる。
アマチュア無線技士の養成課程へのeラーニングとCBTの利用は日本初である。
2017年（平成29年）4月より第3級標準コースをeラーニング方式で開始

した。
修了試験はCBTによる。
授業時間数について、開講日（総務省令（従前は郵政省令）無線従事者規則改正の施行日が基準）毎の変遷を示す。
|                                           |            | 1993年 (平成5年) 1月1日             | 1993年 (平成5年) 10月29日           | 1998年 (平成10年) 8月13日           | 2005年 (平成17年) 10月1日 | 2015年 (平成27年) 4月1日 |
| 第4級標準コース                           | 無線工学   | 10時間                              | 6時間                               | 4時間                               | 4時間                     | 4時間                    |
| 第4級標準コース                           | 法規       | 12時間                              | 8時間                               | 6時間                               | 6時間                     | 6時間                    |
| 第4級標準コース                           | 受講資格   | 制限無し                            | 制限無し                            | 制限無し                            | 制限無し                  | 制限無し                 |
| 第3級短縮コース                           | 無線工学   | 2時間                               | 2時間                               | 2時間                               | 2時間                     | 2時間                    |
| 第3級短縮コース                           | 法規       | 2時間                               | 2時間                               | 2時間                               | 4時間                     | 4時間                    |
| 第3級短縮コース                           | 電気通信術 | 2時間                               | 2時間                               | 2時間                               | －                        | －                       |
| 第3級短縮コース                           | 受講資格   | 4アマかつ電気通信術選抜試験の合格者 | 4アマかつ電気通信術選抜試験の合格者 | 4アマかつ電気通信術選抜試験の合格者 | 4アマ                     | 4アマ                    |
| 第2級短縮コース                           | 無線工学   | －                                  | －                                  | －                                  | －                        | 29時間                   |
| 第2級短縮コース                           | 法規       | －                                  | －                                  | －                                  | －                        | 17時間                   |
| 第2級短縮コース                           | 受講資格   | －                                  | －                                  | －                                  | －                        | 3アマ                    |
| 第3級標準コース                           | 無線工学   | 設定無し                            | 設定無し                            | 設定無し                            | 設定無し                  | 6時間                    |
| 第3級標準コース                           | 法規       | 設定無し                            | 設定無し                            | 設定無し                            | 設定無し                  | 10時間                   |
| 第3級標準コース                           | 受講資格   | 設定無し                            | 設定無し                            | 設定無し                            | 設定無し                  | 制限無し                 |
| 受講資格の4アマには相当する資格者を含む。 |            |                                     |                                     |                                     |                           |                          |

無線従事者規則の規定（アマチュア無線技士#授業時間数を参照）と比較すると、
- 第4級標準コースと第3級標準コースは規定の最低条件
- 第3級短縮コースは4アマとの差分
- 第2級短縮コースは3アマとの差分

を授業するものである。
電気通信術は、修了試験が「モールス電信の1分間25字の速度の欧文普通語による約2分間の音響受信」であり、
選抜試験の「モールス電信の1分間20字の速度の欧文普通語による約3分間の音響受信で合格日から1年間有効」との差分を授業するものであった。
電気通信術の科目廃止後は、「モールス符号の理解」についてにかわり法規にとりこまれた形となった。
JARD独自の制度として、第4級標準コースの過去1年以内の修了試験の未受験者及び不合格者は1回に限り修了試験を受験できる再受講制度がある。
これは、全授業時間を受講した者が対象であり、授業時間の不足を補うものではない。
また、第2級短縮コースには最大9時間の補講と再修了試験が、第3級標準コースでは再修了試験が設定される。
第3級短縮・第4級標準コースは、他団体と同様に休日実施が主であるが、JARDハム教室では休日コースに加え平日（火曜・水曜・木曜・春休み・夏休み）コースを実施、第4級標準コースに無料のビギナーズセミナーを併設している。
また、東京都内で中学生以下を対象に復習・補講の時間を設定した第3級短縮・第4級標準夏休みコース、機会は少ないが盲人対象の第4級標準コースなど特色ある講習会を実施する。
第2級短縮コースは2015年度（平成27年度）の実績をふまえ2016年度（平成28年度）以降は、集合形式は東京以外でも実施。eラーニングは3ヶ月を1期として年4回実施する。
第3級標準コースは毎月募集、受講期間は3ヶ月。
受講料は、複数の団体が養成課程に新規参入して未成年者などに対する割引を設定していることに対抗し、第4級標準コースに2013年度（平成25年度）から割引制度を導入した。
第2級短縮コースは2016年度（平成28年度）から、第3級標準コースでは新設時から導入している。
いずれも年齢、人数などの条件があるので申込み時に確認を要する。
養成課程の教科書を発行・市販している。この教科書は他団体の養成課程でも使用することができる。
修了者は、受講者交流サイトHAMtteに入会することができる。
| 年度                                              | 第4級標準コース | 第3級短縮コース | 第2級短縮コース |
| ------------------------------------------------- | --------------- | --------------- | --------------- |
| 平成21年度                                        | 10,592          | 4,909           | －              |
| 平成22年度                                        | 9,262           | 4,228           | －              |
| 平成23年度                                        | 9,941           | 4,651           | －              |
| 平成24年度                                        | 10,143          | 4,418           | －              |
| 平成25年度                                        | 11,729          | 3,864           | －              |
| 平成26年度                                        | 11,466          | 3,935           | －              |
| 平成25年度事業報告 、 平成26年度事業報告 による。 |                 |                 |                 |

## 技術基準適合証明
1991年（平成3年）11月にアマチュア無線用無線設備の郵政大臣の指定機関（当時、現在は総務大臣の登録機関）となった。
2001年（平成13年）9月には、第三種（免許不要局用及び移動する特定無線局用以外の）無線設備の証明機関となるが、アマチュア無線用以外の無線設備についての実績は無い。
工事設計認証の制度化以後、メーカーは工事設計認証を利用するので、技術基準適合証明は稀となったが、個人からの申請に対して実施した実績

もある。
| 年度                                            | 新規 | 変更 |
| ----------------------------------------------- | ---- | ---- |
| 平成21年度                                      | 16   | 12   |
| 平成22年度                                      | 7    | 14   |
| 平成23年度                                      | 3    | 7    |
| 平成24年度                                      | 10   | 14   |
| 平成25年度                                      | 4    | 8    |
| 平成26年度                                      | 9    | 7    |
| 平成25年度事業報告、 平成26年度事業報告による。 |      |      |

## 保証認定
1992年（平成4年）4月より
アマチュア局の開設・変更に際し簡易な免許手続として無線局免許手続規則第15条に規定する告示

に基づく保証認定業務を開始したが、2001年（平成13年）3月にTSS株式会社(TSS)に業務を移行した。
2014年（平成26年）11月10日

から、業務を再開したが、TSSから業務を返戻されたものではなく、利用者は任意に選択できる。
| 年度                       | 開設 | 設備変更 | 設置場所変更 |
| -------------------------- | ---- | -------- | ------------ |
| 平成26年度                 | 118  | 125      | 65           |
| 平成26年度事業報告による。 |      |          |              |

### スプリアス確認保証
無線設備規則のスプリアス発射等の強度の許容値に関する技術基準改正

により、旧技術基準に基づく無線設備が条件なしで免許されるのは「平成29年11月30日」まで
、
使用は「平成34年11月30日」まで

とされた。
旧技術基準の無線設備とは、
- 「平成17年11月30日」[22]までに製造された機器または認証された適合表示無線設備
- 経過措置[20]として、旧技術基準により「平成19年11月30日」までに製造された機器[23]または認証された適合表示無線設備[24]

である。
アマチュア局では新スプリアス基準に適合する旧技術基準の無線設備は「スプリアス確認保証」を受けることで使用できる

とされた。
2016年（平成28年）2月8日

より旧スプリアス規格の無線機がどの程度新スプリアス規格を満たし保証認定の対象になるかの調査を開始した。
この結果を受け「スプリアス確認保証可能機器リスト」を公開し、9月1日から新規格を満たす機種を保証認定の対象にするスプリアス確認保証業務を開始

した。
なお、新規免許は「平成29年12月1日」以降はできないが、使用期限はコロナ禍により延期された。
詳細は無線局#旧技術基準の機器の使用を参照。

### 基本保証の制度改定
2017年（平成29年）12月1日よりアマチュア局の開設・変更時の保証認定である基本保証は、新スプリアス基準に適合する機器のみが対象となった。
スプリアス確認保証可能機器リストの機器は保証願書のみのでよいが、これ以外の機器、つまり旧技術基準による適合表示無線設備またはJARL登録機種でリスト不掲載の機器、JARL登録抹消機、改造機、外国機、自作機などについては、従来の送信機系統図などに加え新スプリアス規格を満たすことを証明する資料も要求
される。

## 測定サービス
2016年9月1日より無線機器の測定サービスを開始した。
アマチュア無線家から無線機を預かり所定の項目を測定するものである
。
2017年3月8日からは測定器室を開放し、アマチュア無線家が無線機を持ち込み直接測定できるようにもなった
。

## 沿革
1991年（平成3年）
- アマチュア局の無線設備に技術基準適合証明が適用されること[2]となった。
- JARLから養成認定部が分離して財団法人となった。会長は原昌三。
  - 3アマ・4アマの養成課程実施と技術基準適合証明の無いアマチュア無線設備への保証認定業務をJARLから引き継ぐものとされた。
  - 空中線電力50W（28MHz帯以下は100W以下）のアマチュア無線設備について技術基準適合証明の証明機関に指定された。[14]

1992年（平成4年）- 保証認定業務を開始
1993年（平成5年）- 養成課程を開始
1994年（平成6年）- 第4級標準・第3級短縮コース養成課程用教科書の発行を開始
- 従前はJARLが発行していた。以後の改訂もJARDが行う。

1996年（平成8年）- 技術基準適合証明の範囲が空中線電力50W（50MHz帯以下は200W）以下のアマチュア無線設備となった。
2001年（平成13年）
- 保証認定業務はTSS株式会社へ移行[35]
- 技術基準適合証明番号（工事設計認証番号を含む。以下同じ。）においてJARDを表す記号は1 -2字目の02とされた。

2003年（平成15年）- 技術基準適合証明番号においてJARDを表す記号は1 - 3字目の002とされた。
2004年（平成16年）- 技術基準適合証明の登録機関となった。
2011年（平成23年）- 一般財団法人へ移行
2014年（平成26年）
- 社団局JO1ZRDを開局
- 有坂芳雄が会長に就任、前会長の原昌三は名誉会長に就く。
- 保証認定業務を再開[38]

2015年（平成27年）
- 第4級標準コースの修了結果通知書をもって第3級短縮コースが申し込めることとなった。[39]
  - 従前は無線従事者免許証の番号の記入を要した。
- 第2級短縮コース養成課程用教科書を発行[40]
- 第2級短縮コースを開始

2016年（平成28年）
- スプリアス実態調査を実施、この結果を受けスプリアス確認保証業務を開始
- HAMtteを開設
- 無線機器の測定サービスを開始
- 三木哲也が会長に就任、前会長の有坂芳雄は顧問に就く。

2017年（平成29年）
- 第3級標準コースを開始
- 測定器室の一般利用を開始
- 基本保証は新スプリアス基準に適合することが保証されたもののみが対象となった。

2019年（令和元年）- ドローンのアマチュア無線利用で日本UAS産業振興協議会との連携を開始